# Антиохида (дочь Ахея)
Антиохида (др.-греч. Ἀντιoχίς; III век до н. э.) — мать царя Пергама Аттала I

## Биография
Отцом Антиохиды был Ахей Старший, младший брат селевкидского царя Антиоха I, прославившийся в войне с галатами. Имя её матери неизвестно.
Антиохида была выдана замуж за Аттала, что произошло, возможно, по инициативе Филетера, желающего упрочить отношения с могущественными сирийскими царями. Из слов Страбона и Павсания следует, что Аттал был братом основателя династии. Однако эпиграфические данные свидетельствуют о том, что он являлся двоюродным братом Эвмена I. По замечанию Климова О. Ю., к началу нашей эры этот Аттал был в античной литературе, по сути, забыт. Некоторые учёные относят заключение брака к 283 году до н. э. — когда Филетер признал свою зависимость от Селевка I, другие говорят про период 276—274 гг., когда преемник Селевка Антиох I находился в Сардах.
В заключённом династическом браке около 269 года до н. э. родился Аттал I, который после смерти Эвмена I стал следующим пергамским правителем. По мнению О. Л. Габелко, происхождение матери Аттала I могло оказать непосредственное влияние на принятие решения о присвоении впоследствии ему царского титула. Он оказался первым из Атталидов, кто был рождён в браке с женщиной могущественного селевкидского царского рода, хоть и боковой его ветви. А подобные родственные связи имели определяющее значение для закрепления официального статуса за правителями региональных государств. В этом ключе следует привести в пример Эвмена I, который, хотя и разбил армию Антиоха I, но царём провозглашён не был, так как не относился к аристократии македонского происхождения. С другой стороны, внук Антиохиды Эвмен II уже посчитал возможным отвергнуть предложение взять в жёны дочь Антиоха III.